# دايورة كبريتية
دايورة كبريتية (الاسم العلمي:Diuris sulphurea) هي نوع من النباتات تتبع جنس الدايورة من الفصيلة السحلبية.